# Laeosopis
Laeosopis is een geslacht van vlinders uit de familie Lycaenidae. Het verspreidingsgebied omvat het Iberisch schiereiland en het zuidoosten van Frankrijk.

## Taxonomie
De wetenschappelijke naam van dit geslacht is voor het eerst geldig gepubliceerd in 1858 door Jules Pierre Rambur.
Het geslacht Laeosopis werd voorheen als monotypisch beschouwd, met de essenpage (Laeosopis roboris) als enige soort en een achttal ondersoorten. Een van deze ondersoorten, L.R. escorialensis, werd in 2013 erkend als aparte soort.

### Soorten
Het geslacht omvat de volgende soorten en ondersoorten:
- Laeosopis roboris - essenpage Esper, 1789
  - Laeosopis roboris demissa Verity, 1946
  - Laeosopis roboris higginsi Agenjo, 1963
  - Laeosopis roboris lusitanica Staudinger, 1892
  - Laeosopis roboris magis Agenjo, 1963
  - Laeosopis roboris mudarra Agenjo, 1963
  - Laeosopis roboris portaensis Betti, 1977
  - Laeosopis roboris thiersi Betti, 1977
- Laeosopis escorialensis Oberthür, 1910